# Mislata
Mislata é um município da Espanha na província de Valência, Comunidade Valenciana. Tem 2,1 km² de área e em 2021 tinha 44 320 habitantes (densidade: 21 104,8 hab./km²).

## Demografia
| Variação demográfica do município entre 1991 e 2004 | Variação demográfica do município entre 1991 e 2004 | Variação demográfica do município entre 1991 e 2004 | Variação demográfica do município entre 1991 e 2004 |
| --------------------------------------------------- | --------------------------------------------------- | --------------------------------------------------- | --------------------------------------------------- |
| 1991                                                | 1996                                                | 2001                                                | 2004                                                |
| 38666                                               | 40302                                               | 40548                                               | 42689                                               |